# Jorge Consiglio
Jorge Consiglio (Villa del Parque, 1962) es un escritor argentino. En el 2009, obtuvo el Segundo Premio Municipal de Cuento por su segundo libro de cuentos, El otro lado (2009).

## Carrera
Jorge Consiglio nació en 1962 en el barrio Villa del Parque de la ciudad de Buenos Aires, Argentina. Se licenció en Letras en la Universidad de Buenos Aires, donde se desempeñó como docente en la cátedra de Semiología.
En 1986, publicó su primer libro, el poemario Indicio de lo otro. En la década de los noventa, publicó su primer libro de cuentos, Marrakech (1998), y su segundo poemario, Las frutas y los días.
En 2003, publicó su primera novela, El bien, que ganó el Premio Nuevos Narradores de la editorial Ópera Prima. Al año siguiente, editó su tercer libro de poemas, La velocidad de la tierra.
En los años 2006 y 2007, respectivamente, publicó su cuarto poemario, Intemperie, y su segunda novela, Gramática de la sombra, que obtuvo el Tercer Premio Municipal de Novela. En 2009, editó su segundo libro de cuentos, El otro lado, que ganó el Segundo Premio Municipal de Cuento. En 2011, obtuvo el II Premio Nacional de Literatura en la categoría de Novela y el Primer Premio Municipal de Novela por su tercera novela, Pequeñas intenciones, que publicó ese año.
En 2015, editó su cuarta novela, Hospital Posadas. En 2016, publicó su tercer libro de cuentos, Villa del Parque. En 2017, editó el libro de ensayo Las cajas. En 2018, publicó su quinta novela, Tres monedas, y su quinto poemario, Plaza Sinclair.
En 2021, publicó su sexta novela, Sodio, acerca de un odontólogo y su relación con la natación. En junio de 2024, editó su séptima novela, La Circustancia.
Además de su labor como escritor, Consiglio colaboró en medios gráficos, impartió talleres literarios y su obra fue publicada en diferentes países y antologías.

## Obra

### Novela
- El bien  (2003, Ópera Prima)
- Gramática de la sombra (2007, Norma)
- Pequeñas intenciones (2011, Edhasa)
- Hospital Posadas (2015, Eterna Cadencia)
- Tres monedas (2018, Eterna Cadencia)
- Sodio (2021, Eterna Cadencia)
- La Circunstancia (2024, Eterna Cadencia)

### Cuento
- Marrakech  (1998, Simurg)
- El otro lado (2009, Edhasa)
- Villa del Parque (2016, Eterna Cadencia)

### Poesía
- Indicio de lo otro (1986, Halmargen)
- Las frutas y los días (1992, Último Reino)
- La velocidad de la tierra (2004, Alción)
- Intemperie (2006, Alción)
- Plaza Sinclair (2018, Conejos)

### Miscelánea
- Las cajas  (2017, Excursiones)

## Premios
- 2003: Premio Ópera Prima Nuevos Narradores por El bien
- 2007: Tercer Premio Municipal de Novela por Gramática de la sombra
- 2009: Segundo Premio Municipal de Cuento por El otro lado
- 2011: II Premio Nacional de Literatura en la categoría «Novela» por Pequeñas intenciones
- 2011: Primer Premio Municipal de Novela por Pequeñas intenciones
- 2024ː Premio Konex 2024 Letras - Novelaː Período 2018-2020. Diploma al mérito[12]